# Amphoe Phibun Rak
Amphoe Phibun Rak (Thai: อำเภอ พิบูลย์รักษ์) ist ein Landkreis (Amphoe – Verwaltungs-Distrikt) in der Provinz Udon Thani. Die Provinz Udon Thani liegt im nordwestlichen Teil des Isan, der Nordostregion von Thailand.

## Geographie
Benachbarte Bezirke (von Norden im Uhrzeigersinn): die Amphoe Nong Han, Chai Wan, Si That, Kumphawapi und Prachaksinlapakhom. Alle Amphoe liegen in der Provinz Udon Thani.

## Geschichte
Phibun Rak wurde am 1. April 1992 zunächst als Unterbezirk (King Amphoe) eingerichtet, indem drei Tambon vom Amphoe Nong Han abgetrennt wurden.
Am 11. Oktober 1997 wurde er zum Amphoe heraufgestuft.

## Verwaltung

### Provinzverwaltung
Amphoe Phibun Rak ist in drei Gemeinden (Tambon) eingeteilt, welche wiederum in 37 Dörfer (Muban) unterteilt sind. 
| Nr. | Name      | Thai    | Dörfer | Einw. |
| --- | --------- | ------- | ------ | ----- |
| 1.  | Ban Daeng | บ้านแดง  | 15     | 9.241 |
| 2.  | Na Sai    | นาทราย  | 11     | 7.993 |
| 3.  | Don Kloi  | ดอนกลอย | 11     | 7.130 |

### Lokalverwaltung
Alle drei Tambon werden jeweils von einer „Tambon Administrative Organization“ (TAO, องค์การบริหารส่วนตำบล – Verwaltungs-Organisation) verwaltet.